# 제2경인고속도로 갈현고가교 화재
제2경인고속도로 갈현고가교 화재(第二京仁高速道路葛峴高架橋火災)는 2022년 12월 29일 제2경인고속도로 북의왕 나들목 인근의 갈현고가교에서 일어난 사고이다.

## 원인
사고의 원인은 폐기물 집게 트럭에서 원인을 알 수 없는 화재이며, 차량들에서 발생한 화재가 곧 천장의 방음터널로 옮겨붙어 확산되면서 화재의 여파로 인해 차량 45대가 소실되는 피해를 입었다.